# Osman Hussein
Osman Hussein é um político sudanês que foi primeiro-ministro interino do Sudão de 19 de janeiro de 2022, após a renúncia de Abdalla Hamdok em 2 de janeiro, até 30 de abril de 2025. Ele é secretário-geral do gabinete do primeiro-ministro desde 13 de março de 2019.